# René Haller
René Daniel Haller, né le 18 décembre 1933 à Lenzbourg est un naturaliste suisse spécialisé en horticulture et agronomie tropicale. Il est aussi le créateur du parc Haller à Mombasa.